# Der Archipel in Flammen

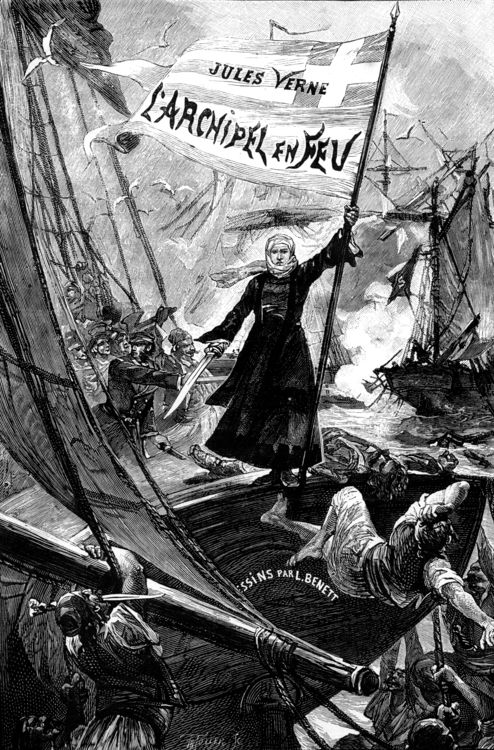
Titelseite der französischen Originalausgabe mit einer Illustration von Léon Benett

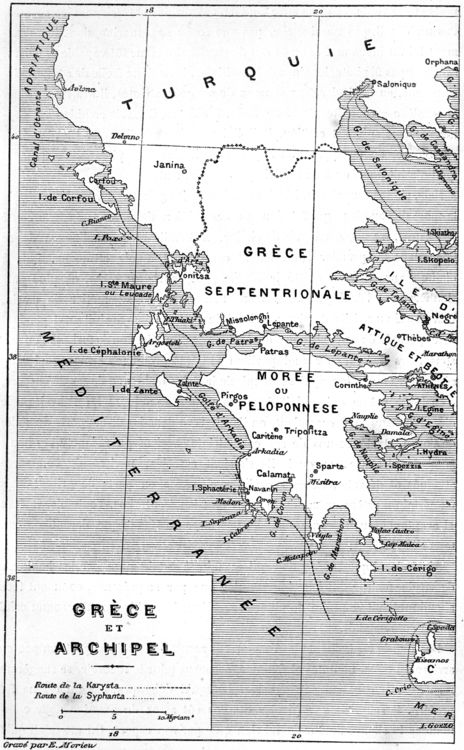
Karte aus dem Roman, gezeichnet von Léon Benett

Der Archipel in Flammen ist ein Roman des französischen Autors Jules Verne. Der Roman wurde erstmals am 14. August 1884 von dem Verleger Pierre-Jules Hetzel unter dem französischen Titel L’Archipel en feu veröffentlicht. Die erste deutschsprachige Ausgabe erschien 1887 unter dem Titel Der Archipel in Flammen. Der englische Titel des Romans lautet The Archipelago on Fire.

## Handlung
Die Handlung des Romans spielt während der Griechischen Revolution in den 1820er Jahren. Das Osmanische Reich unterdrückt die Griechen und verkauft Gefangene an Länder in Nordafrika. In diesem Umfeld beginnen sich die Griechen gegen ihre Unterdrücker zu wehren, dabei werden sie von europäischen Freiwilligen, den Philhellenen, unterstützt. Einer dieser Freiwilligen ist der junge französische Marineoffizier Henry d’Albaret. Während dieser Zeit verliebte er sich auf der Insel Korfu in die Bankierstochter Hadjine, Tochter des reichen griechischen Bankiers Elizundo, die er bald heiraten will. Da seine Liebe von ihr erwidert wird und ihr Vater sein Einverständnis erklärt, spricht bald ganz Korfu von der bevorstehenden Hochzeit.
Parallel dazu lernt der Leser den Kapitän Nicolas Starkos des Schiffes Karysta im Fischerstädtchen Vitylo kennen, der mit Seeräubern in Verbindung steht. Während seines Aufenthalts in Vitylo trifft er zufällig seine verwitwete Mutter wieder, die sich den griechischen Freiheitskämpfern angeschlossen hat und sich von ihrem Sohn wegen seiner räuberischen Geschäfte abgewendet hat. Bei ihrem Treffen verbietet sie ihm, jemals wieder sein Vaterhaus zu betreten und zündet es daraufhin an, um ihrer Forderung Nachdruck zu verleihen.
Starkos, der eine undurchschaubare Rolle im Sklavenhandel hat, scheint auch Verbindungen zu Sacratif zu haben, dem berühmtesten Seeräuber des griechischen Archipels. Dieser ist eine der unrühmlichsten Kreaturen dieser Zeit. Als Verbündeter und Nutznießer der türkischen Unterdrückung beteiligt er sich am Sklavenhandel und sorgt für die Verschiffung der eigenen Landsleute nach Nordafrika. Auch Hadjines Vater Elizundo beteiligt sich am Sklavenhandel. Da Elizundos Geschäfte geheim sind, kann Starkos ihn erpressen und seinerseits die Hand seiner Tochter und seine Millionen fordern. Der Bankier löst daraufhin die Verlobung zwischen Hadjines und Henry auf. Kurz darauf erleidet Elizundos einen Schlaganfall und stirbt, doch Starkos hält an seinen Bestrebungen fest und droht, Hadjine bloßzustellen. Sie gibt Henry nun endgültig den Laufpass und verschwindet dann mit dem väterlichen Freund und Beschützer Xaris. D’Albaret schließt sich wieder der Flotte und den Freiheitskämpfern an.
Henry d’Albaret wird zum Kapitän der schwer bewaffneten Korvette Syphanta ernannt. Diese von Kaufleuten angeschaffte und gut bewaffnete Schiff soll durch Privatinitiative einen Teil des Meeres von den immer dreisteren Seeräubern des Archipels befreien. D’Albaret geht mit dem Schiff auf die Jagd nach Piraten und bringt dabei etliche Seeräuber zur Strecke. Weiterhin hält der junge Kapitän Ausschau nach Starkos, da er ahnt, dass dieser für sein Unglück verantwortlich ist. Während er die Zeit dazu nutzt, um in den versteckten Buchten Kretas nach Schlupfwinkeln von Seeräubern zu suchen, stöbert er mit seiner Korvette Syphanta kurz hinter dem Kap Matala eine mysteriöse Brigg auf. Trotz größter Anstrengung lässt sich der Schnellsegler nicht einholen, und bald ist er im Gewirr der Halbinseln und Buchten Kretas verschwunden. Die Korvette begibt sich auf den Weg zur Insel Scarpanto, die als Piratenlager und Sklavenmarkt bekannt ist. Bei einem Landgang entdeckt Henry Hadjine und ihren Begleiter als Sklaven bei einer Auktion. So bietet er mit dem ebenfalls anwesenden Starkos um die Wette. Starkos steigert, um mit Hadjine in den Besitz der Millionen Elizundos zu kommen, und Henry will seine große Liebe aus dem Sklavendasein befreien. Indem er das letzte Gebot beim Ertönen des Schusses abgibt, der das Ende des Marktes verkündet, gelangt er unter Einsatz seines ganzen Vermögens in den Besitz Hadjines und anderer Sklaven.
Auf dem Weg in die Heimat trifft die Korvette auf einen Verband von Piratenschiffen unter dem Kommando des Oberpiraten Sacratifs, zu dem auch die geheimnisvolle Brigg gehört. Es entbrennt eine Seeschlacht, in deren Verlauf die Besatzung der Korvette getötet oder gefangen genommen wird. Bei der Gefangennahme wird deutlich, dass Starkos und Sacratif ein und dieselbe Person sind. Dieser will immer noch die Hand Hadjines und ihre ererbten Millionen. Hadjine erklärt aber, dass sie das Geld benutzt habe, um möglichst viele Sklaven zu befreien, und dabei selbst in Gefangenschaft geraten sei. Außerdem kaufte sie die Korvette, um Henry zu deren Kapitän zu machen.
In einem verzweifelten Versuch gelingt es den Gefangenen sich zu befreien. Im darauf folgenden Kampf wird Sacratif von Xaris mit einem Axthieb getötet. Da die Piraten nun kopflos sind, gelingt es d’Albarets Leuten die Oberhand zu gewinnen und den Kampf für sich zu entscheiden. Nun ist der Weg für das Liebespaar Henry und Hadjine geebnet.

## Ausgaben
- Julius Verne: Der Archipel in Flammen. Mit 51 Illustrationen. In: Bekannte und unbekannte Welten. Abenteuerliche Reisen von Julius Verne. Band 46. A. Hartleben’s Verlag, Wie. Pest. Leipzig. 1887 (zeno.org).